# Wataru
Wataru (わたる) est un prénom japonais masculin. Il peut s'écrire ワタル en katakana ou en kanji.

## En kanji
渉 semble être l'écriture la plus fréquente, ce kanji signifie expérience.
Wataru s'écrit aussi sous les formes suivantes :
- 亘 : transporter/transmettre
- 互 : mutuel
- 亙 : transporter/transmettre
- 坦 : plat
- 度 : degré
- 弥 ou 彌 : en augmentant
- 径 : diamètre
- 和 : harmonieux/tranquille
- 恒 : immuable
- 杭 : poteau/pile
- 格 : rang/capacité
- 津 : gué
- 海 : mer/océan
- 移 : bouger/déplacer
- 超 : surpasser
- 和足 : paix/ harmonie et être digne de/pied
- 旦純 : aube pure
- 和太琉 : paix/ harmonie et grosse gemme
- 和太留 : paix/ harmonie et gros et garder
- 和多留 : paix/ harmonie et beaucoup et garder

## Personnes célèbres
- Wataru Hatano (羽多野 渉) est un seiyū japonais.
- Wataru Kubo a été secrétaire général du Parti social-démocrate japonais.
- Wataru Misaka (三阪 亙) est un joueur américano-japonais de basket-ball.
- Wataru Sakata est un lutteur professionnel japonais.
- Wataru Takagi (高木 渉) né le 25 juillet 1966 est un seiyū japonais.
- Wataru Yoshizumi (吉住 渉) est le pseudonyme de la mangaka Mari Nakai.

## Dans les œuvres de fiction
- Wataru est le protagoniste de la série de romans, du manga et du film Brave Story de Miyuki Miyabe.